# Yedde
Yedde är en ort i Mexiko.   Den ligger i kommunen Zontecomatlán de López y Fuentes och delstaten Veracruz, i den sydöstra delen av landet, 170 km nordost om huvudstaden Mexico City. Yedde ligger 994 meter över havet och antalet invånare är 170.
Terrängen runt Yedde är huvudsakligen kuperad, men åt sydväst är den bergig. Yedde ligger uppe på en höjd. Runt Yedde är det ganska glesbefolkat, med 36 invånare per kvadratkilometer. Närmaste större samhälle är Xochiatipan de Castillo, 15,4 km norr om Yedde. I omgivningarna runt Yedde växer huvudsakligen savannskog.